# Magdalena Gawin
Magdalena Gawin z domu Marcinkowska (ur. 19 stycznia 1972 w Warszawie) – polska historyczka i eseistka. W latach 2015–2021 podsekretarz stanu w Ministerstwie Kultury i Dziedzictwa Narodowego, w 2021 także w Ministerstwie Kultury, Dziedzictwa Narodowego i Sportu. W latach 2015–2021 generalny konserwator zabytków. W latach 2022–2024 dyrektor Instytutu Solidarności i Męstwa im. Witolda Pileckiego.

## Życiorys

### Działalność naukowa i publicystyczna
Absolwentka I Liceum Ogólnokształcącego im. Tadeusza Kościuszki w Łomży. W 1996 ukończyła studia w Instytucie Historycznym Uniwersytetu Warszawskiego uzyskując dyplom magistra historii. W 2003 na podstawie napisanej pod kierunkiem Janusza Żarnowskiego rozprawy o polskim ruchu eugenicznym pt. Rasa i nowoczesność. Historia polskiego ruchu eugenicznego 1880–1953 otrzymała stopień naukowy doktora nauk humanistycznych w zakresie historii. 12 maja 2016 uzyskała w IH PAN stopień doktora habilitowanego na podstawie dorobku naukowego oraz monografii Spór o równouprawnienie kobiet (1864–1919). Była stypendystką Fundacji z Brzezia Lanckorońskich. Jest autorką scenariusza do filmu dokumentalnego Śmierć psychiatry. Eugenika i totalitaryzm z 2012 w reżyserii Amelii Łukasiak i Sławomira Małoickiego oraz multimedialnej wystawy Eugenika – walka ze zwyrodnieniem rasy (wspólnie z Sylwią Kuźmą-Markowską) na temat polskiej i zagranicznej eugeniki.
Pracowała w Instytucie Historii im. Tadeusza Manteuffla Polskiej Akademii Nauk. Członkini Komitetu Nauk Geograficznych PAN.
Publikowała m.in. w: „Wiedzy i Życiu”, „Rzeczpospolitej”, „Res Publice”, „Tekstach Drugich”, „Teologii Politycznej” (do października była członkinią redakcji) oraz „Kronosie”.
W latach 2014–2015 była przewodniczącą Stowarzyszenia Przyjaciół Muzeum Historii Polski w Warszawie.

### Wiceminister kultury
Od 20 listopada 2015 była podsekretarzem stanu w Ministerstwie Kultury i Dziedzictwa Narodowego, od 26 listopada pełniła również funkcję generalnego konserwatora zabytków, prezentując stanowisko uznające "Pomniki Historii za najwyższe wyróżnienie i najwyższą formę ochrony, równoznaczną z listą UNESCO". 22 grudnia tego samego roku weszła w skład Rady Ochrony Pamięci Walk i Męczeństwa. Od 2016 zasiada w Radzie Kuratorów Zakładu Narodowego im. Ossolińskich. Od 29 listopada 2016 pełniła funkcję Pełnomocnika Ministra Kultury i Dziedzictwa Narodowego do spraw organizacji 41. posiedzenia Biura Komitetu Dziedzictwa Światowego UNESCO (2 lipca 2017) oraz 41. sesji Komitetu Dziedzictwa Światowego (2–12 lipca 2017) w Krakowie, na której wpisano kopalnię rud ołowiu, srebra i cynku wraz z systemem gospodarowania wodami podziemnymi w Tarnowskich Górach na Listę światowego dziedzictwa UNESCO. Z jej inicjatywy 8 maja 2018 r. na Zamku Królewskim w Warszawie przedstawiciele UNESCO, ICOMOS, ICCROM, Banku Światowego oraz Global Alliance for Urban Crises przyjęli Rekomendację Warszawską w sprawie odbudowy i rekonstrukcji dziedzictwa kulturowego. Dokument został następnie zaakceptowany w decyzji Komitetu Światowego Dziedzictwa UNESCO podczas 42. sesji w stolicy Bahrajnu – Manamie (42 COM 7).
Z jej inicjatywy 29 kwietnia 2016 powstał Ośrodek Badań nad Totalitaryzmami im. Witolda Pileckiego oraz dwujęzyczne repozytorium Zapisy Terroru – zbiór świadectw polskich obywateli z dwóch okupacji niemieckiej i sowieckiej.
Jest także pomysłodawcą kampanii społecznej „Krajobraz Mojego Miasta”, którą od grudnia 2016 r. realizuje Narodowy Instytut Dziedzictwa. Jako Generalny Konserwator Zabytków 15 lutego 2016, z inicjatywy kilku organizacji społecznych, m.in. Miasto Jest Nasze, nakazała wojewódzkim konserwatorom zabytków w większym stopniu obejmować ochroną powojenną architekturę modernistyczną. Stanowiło to odejście od praktyki jej poprzednika Piotra Żuchowskiego.
Od marca 2021, po przekształceniach w strukturze rządu, sekretarz stanu w Ministerstwie Kultury, Dziedzictwa Narodowego i Sportu.
W 2021 złożyła rezygnację z pełnienia funkcji generalnego konserwatora zabytków. Od 1 stycznia 2022 pełniła funkcję dyrektora Instytutu Solidarności i Męstwa im. Witolda Pileckiego, 11 kwietnia 2024 została odwołana z tej funkcji.

## Życie prywatne
Mieszka w Warszawie. Jej mężem jest Dariusz Gawin.

## Wybrane publikacje
- Spór o równouprawnienie kobiet (1864–1919), Instytut Historii PAN, Polskie Towarzystwo Historyczne, Wydawnictwo Neriton, Warszawa 2015, ss. 346, ISBN 978-83-7543-389-0[31]
- Rasa i nowoczesność. Historia polskiego ruchu eugenicznego (1880–1952), Wydawnictwo Neriton, Instytut Historii PAN, Warszawa 2003, ss. 389, ISBN 83-88973-57-6
- Bilet do nowoczesności. O kulturze polskiej w XIX/XX wieku, Instytut Historii PAN, Fundacja świętego Mikołaja, Warszawa 2014, ss. 237, ISBN 978-83-62884-76-6
- Eugenika – biopolityka – państwo, Wyd. Neriton, Instytut Historii PAN, Warszawa 2010, ss. 244,  pod red. Gawin Magdalena, Uzarczyk Kamila. ISBN 978-83-7543-156-8
- Historie Polski w XIX wieku, pod red. Andrzeja Nowaka, (książka wieloautorska) Magdalena Gawin, Bogusław Dorpat, Tadeusz Epsztein, T. 1: Kominy, ludzie i obłoki: modernizacja i kultura. Wyd. DiG, Warszawa 2013, ss. 484 (autorka rozdziału: Przemiany cywilizacyjne na ziemiach polskich w XIX wieku, s. 177-266) ISBN 978-83-7181-783-0, ISBN 978-83-7181-782-3